# Extra Ekstrand
Extra Ekstrand är en svensk underhållnings- och dokumentärserie som hade premiär på strömningstjänsten SVT Play den 20 augusti 2023.

## Handling
I serien djupdyker programledaren Erik Ekstrand i aktuella ämnen som engagerar såväl unga som vuxna och där det inte sällan råder olika uppfattningar om vad som är sant respektive falskt. Första säsongen består av sex avsnitt.

### Avsnittsinformation[2]
- Klimathotet: Erik träffar och intervjuar såväl klimatförnekare, klimataktivister och så provar han att köra elbil i 260 km/h.
- Övervakning/AI: Utvecklingen av AI med bland annat chatbotar och röstkloning går snabbt. Många experter varnar för att utvecklingen måste stoppas. Erik träffar både hackare och experter, och mäter människor som är övertygade om att AI är satan.
- Helt sjukt: New Age och alternativa terapier och alternativmedicin har blivit socialt accepterat. Erik träffar bland annat spåmannen Ante som är rullstolsburen och som säger sig kunna kommunicera med djur. Finns det någon sanning bakom eller är allt rent lurendrejeri?
- De fattiga och de rika: Erik träffar superentreprenören Magnus Helgesson och umgås en dag med ett par som varit hemlösa i över åtta år. Han träffar även Sveriges rikaste kommunist.
- Sjukt friskt!: Erik träffar Sveriges starkaste man och möter fitnessprofilen Elin Härkönen som inte kan sluta träna. Han blir vidare besegrad på gymmet av 84-åriga Anita.
- Preppers: Många är övertygade om att undergången står för dörren. Är det inte det inte krig är det klimathotet eller pandemier som folk försöker skydda sig mot. Erik träffar preppers och testar att överleva på sopor samt försöker göra sitt eget kiss drickbart.

## Medverkande
- Erik Ekstrand